# 6. Thüringisches Infanterie-Regiment Nr. 95
Das 6. Thüringische Infanterie-Regiment Nr. 95 war ein Infanterieverband der Preußischen Armee, dessen Ursprünge auf das vereinigte Regiment der Herzöge von Sachsen im 1806 von Napoleon initiiertem Rheinbund zurückgehen.

## Vorgeschichte
Bis zum 18. Februar 1807 war das erste Kontingent aufgestellt: das Kontingent aus Gotha-Altenburg war der Hauptteil des Regiments der Herzöge von Sachsen. Dieser Tag wurde am 23. Oktober 1896 als Stiftungstag festgesetzt.  in der Tradition der Sachsen-Coburg-Gothaischen und Sachsen-Meiningischen Rheinbund-Kontingente. Für den Rheinbund stellten die sächsischen Fürstentümer das Regiment der Herzöge von Sachsen, zwei Linienbataillone (Gotha-Altenburg und Meiningen) und ein leichtes Bataillon (Weimar, Coburg und Hildburghausen) zur Verfügung. Das Kontingent aus Gotha-Altenburg war der Hauptteil des Regiments der Herzöge von Sachsen. 1814 endet die gemeinsame Verbindung der Fürstentümer und es wurden neue, eigenständige Einheiten gebildet. So entstanden für Hildburghausen mit Weimar das Infanterie-Regiment Nr. 94 und für Gotha-Altenburg das Infanterie-Regiment Nr. 96. Coburg und Meiningen stellten gemeinsam ein Linien- und ein Landwehr-Bataillon auf. 1815 wurden durch Meiningen und Hildburghausen gemeinsam und durch Coburg je ein Bataillon bestehend aus 3. Kompanien mit Linie und Landwehreinheiten aufgestellt. Bereits im nächsten Jahr bestand für zehn Jahre in Coburg und Saalfeld je ein Füsilier-Bataillon und zusätzlich in Meiningen zwei und in Hildburghausen eine Kompanie. 1826 erfolgt die Zusammenlegung von Gotha mit Coburg und Saalfeld und Hildburghausen mit Meiningen. In Coburg-Gotha entstehen damit ein Regiment mit anfangs acht, später mit sechs Kompanien. Meiningen-Hildburghausen bildet ein Schützen-Bataillon mit fünf Kompanien. Mit dieser Umstrukturierung wurden die Standorte auf Gotha, Coburg und Meiningen festgelegt. Coburg-Gotha schließt 1850 mit Preußen eine Militärkonvention ab, wodurch eine Regiment mit einem Musketier-Bataillon (Gotha) und ein Füsilier-Bataillon (Coburg) mit jeweils vier Kompanien entsteht. 1855 wird das Bataillon aus Meiningen-Hildburghausen zu einem Regiment mit zwei Bataillone und vier Kompanien aufgestockt und 1861 als 2. Thüringisches Infanterie-Regiment Nr. 32 aufgestellt. Ab dem 26. Juni 1867 geht aufgrund der Militärkonvention die Führung auf Preußen über.

## Geschichte
Das 6. Thüringische Infanterie-Regiment Nr. 95 wurde am 1. Oktober 1867 aufgestellt und der Stiftungstag durch A.K.O. am 23. Oktober 1896 rückwirkend auf den 18. Februar 1807 festgelegt. Der Stab und das I. Bataillon waren in Gotha, das II. Bataillon in Hildburghausen und das Füsilier-Bataillon in Coburg stationiert. Am 15. September 1873 wird die Militärkonvention erneuert. Die 7. Kompanie des Regiments wird am 1. April 1881 an das Infanterie-Regiment Nr. 97 und am 1. April 1887 die 6. Kompanie an das 3. Hessische Infanterie-Regiment Nr. 83 abgegeben. Am 2. Oktober 1893 wird die Errichtung einen anfangs IV. Halb-Bataillons befohlen, welches am 1. April 1897 als Vollbataillon an das neu aufgestellte Infanterie-Regiment Nr. 167 abgegeben wird.
Das Regiment war zunächst der 43. Infanterie-Brigade der 22. Division unterstellt. Später kam der Verband zur 76. Infanterie-Brigade der 38. Division. Während des Ersten Weltkrieges wechselte die Unterstellung am 15. Mai 1915 zur 83. Infanterie-Brigade.

## Garnisonen und Standorte
In der Regimentsgeschichte sind längerfristige Garnisonen bekannt, deren Kasernenbauten bis in das 21. Jahrhundert prägend auf die Stadtbilder sind. Aufgrund von Reorganisationen sind mehrere Standorte in Gotha, Coburg und Meiningen und Kasernen in den Altenburger Vorstädten als Garnison bekannt. Vorübergehende Stationierung des Regiments oder von Regimentsteilen wurden ebenfalls in militärischen Unterlagen festgehalten. Bis in das 21. Jahrhundert erhalten sind Bauten der ehemaligen Garnisonskasernen, die teilweise bis in die 2020er-Jahre vom Militär genutzt werden. Nachfolgend eine Übersicht:

Garnisonskasernen des Regiments
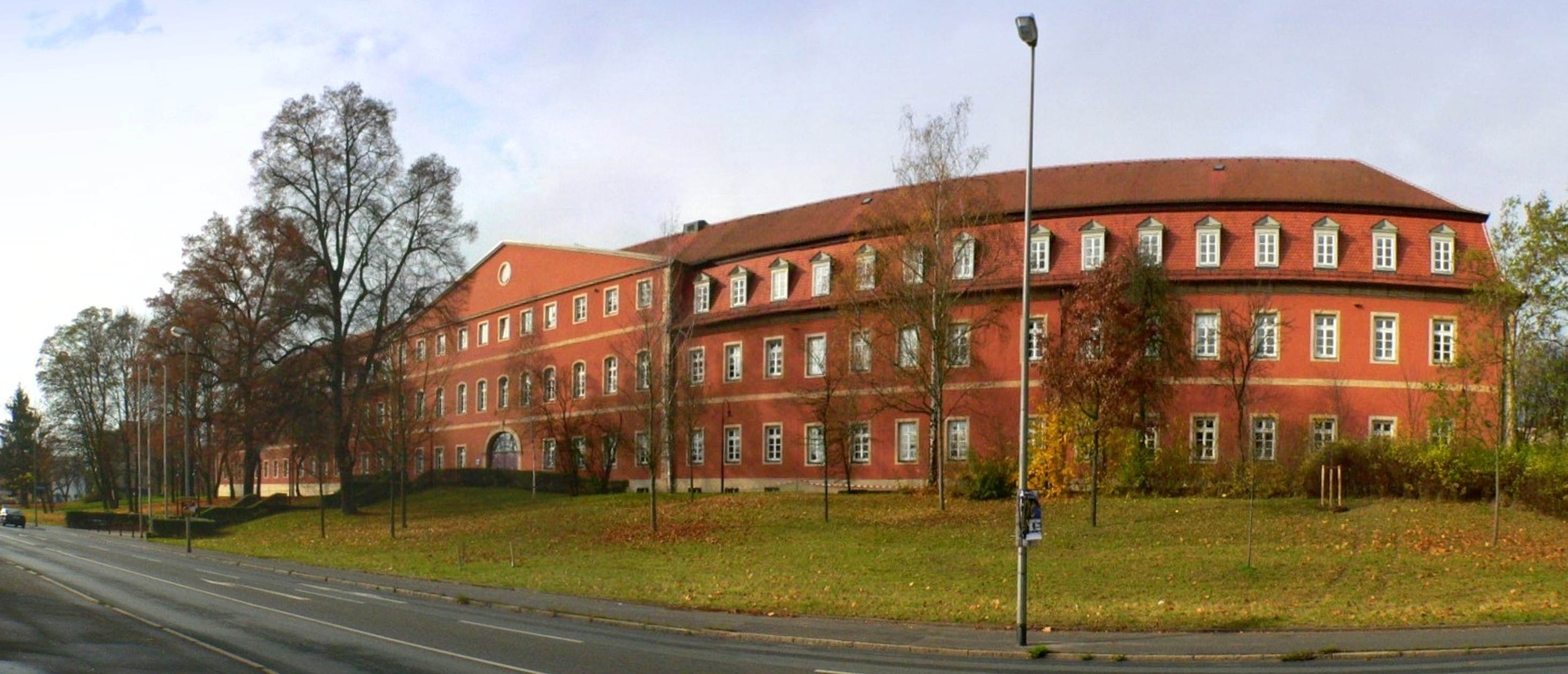
95er Kaserne in Coburg (2008), Anfänge 1804 ab 1850 folgte der Umbau und die Erweiterung zur Neuen Kaserne nach Plänen des Hof- und Theaterbaumeisters Karl Balthasar Harres.
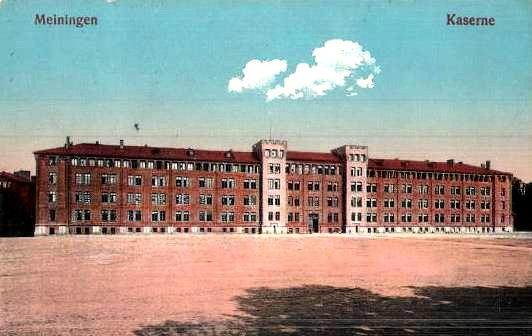
Hauptkaserne in Meinigen, auch Stadtkaserne genannt. 1865 bis 1867 von Oberbaurat Otto Hoppe errichtet. Sie befand sich am Ende der Lindenallee am damaligen nördlichen Stadtrand. Inzwischen liegt dieses Gebiet mitten in der Stadt.
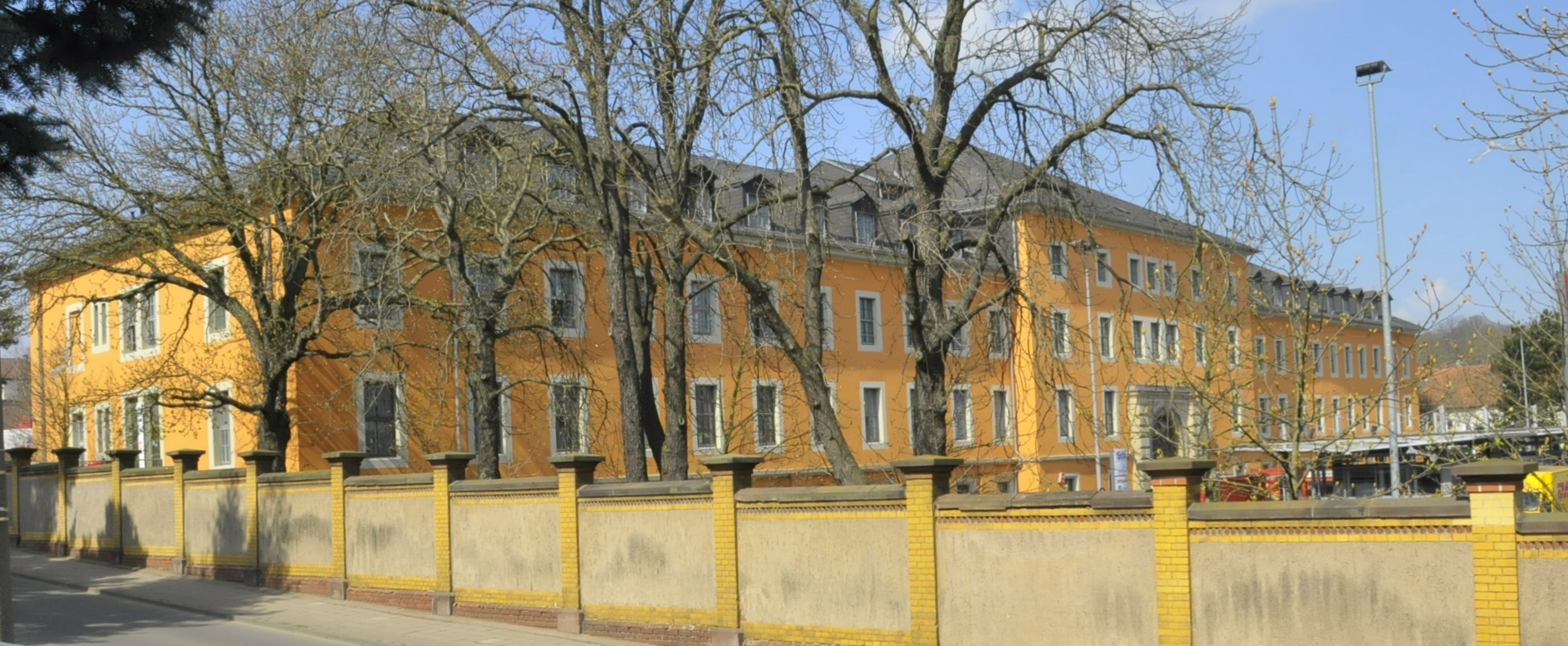
Kaserne an der Bürgeraue, erbaut 1843–1845, Architekt: Hofbaumeister Gustav Eberhard, Nutzung durch Militär und Polizei bis Anfang der 1980er Jahre, Nachnutzung als Kaufland-Filiale, Ersatzbau: Friedenstein-Kaserne.

## Einsätze des Regiments
Im Verlauf seines Bestehens nahm das Regiment an etlichen militärischen Operationen, Feldzügen und Kriegen teil. In Friedenszeiten wurden üblicherweise nur Übungen veranstaltet oder beispielsweise an den sogenannten Kaisermanövern teilgenommen. Nachfolgend eine Auswahl der Vorkommnisse:
- Feldzüge: gegen Preußen 1807 (Vierter Koalitionskrieg), gegen Österreich 1808/9 (Fünfter Koalitionskrieg), in Spanien 1809/10, gegen Russland 1812–1815 (Russlandfeldzug 1812, Befreiungskriege), gegen Frankreich 1814 (Befreiungskriege), gegen Dänemark 1849 (Schleswig-Holsteinische Erhebung), gegen Österreich 1866 (Deutscher Krieg)
- Beteiligung als 6. Thüringisches Infanterie-Regiment Nr. 95
  - Deutsch-Französischer Krieg 1870–1871
  - Erster Weltkrieg 1914–1918

## Verbleib
Nach Kriegsende wurde der Stab und das I. Bataillon am 16./17. Dezember 1918 in Gotha, das II. Bataillon vom 17.–29. Dezember 1918 in Hildburghausen und das III. Bataillon im gleichen Zeitraum in Coburg demobilisiert. Die Abwicklungsstelle befand sich in Coburg, wo das Regiment schließlich im Januar 1919 aufgelöst wurde. Aus Teilen bildeten sich verschiedene Freiformationen. Die 1. und 2. Freiwilligen-Kompanie traten zum Infanterieregiment des Hessen-Thüringen-Waldeckschen Freikorps. Diese Formation ging im Oktober 1919 im I. und III. Bataillon des Reichswehr-Infanterie-Regiments 21 auf. Zudem bildete sich eine Heimatschutz-MG-Kompanie, die im Oktober 1919 als 1. MG-Kompanie in das Reichswehr-Infanterie-Regiment 21 eingegliedert wurde.
Die Tradition übernahm in der Reichswehr durch Erlass des Chefs der Heeresleitung General der Infanterie Hans von Seeckt vom 24. August 1921 die in Sondershausen, ab 1925 in Weimar stationierte 5. Kompanie des 15. Infanterie-Regiments.

## Kommandeure
- Oberst Hermann von Fabeck: 25. September 1867 bis 6. Februar 1868
- Friedrich von Beckedorff: 7. Februar 1868 bis 21. Dezember 1872
- Oberstleutnant Oskar von Klaß: 28. Dezember 1872 bis 21. März 1873 (mit der Führung beauftragt)
- Oberst Oskar von Klaß: 22. März 1873 bis 12. Mai 1879
- Oberstleutnant/Oberst Ferdinand von Wulffen: 13. Mai bis 11. Juli 1879
- Oberst Hermann von Wickede: 12. Juli 1879 bis 17. Oktober 1881
- Oberst Hermann von Malotki: 18. Oktober 1881 bis 11. November 1885
- Oberst Richard von Westernhagen: 12. November 1885 bis 13. April 1887
- Oberstleutnant Heinrich von Treskow: 14. April bis 15. Juli 1887 (mit der Führung beauftragt)
- Oberst Heinrich von Treskow: 16. Juli 1887 bis 14. Februar 1890
- Oberstleutnant Viktor von Usedom: 15. Februar bis 23. März 1890 (mit der Führung beauftragt)
- Oberst Viktor von Usedom: 24. März 1890 bis 24. März 1893
- Gustav Sandes von Hoffmann: 25. März 1893 bis 23. August 1894
- Oberstleutnant Gustav von Rex: 30. August bis 11. September 1894 (mit der Führung beauftragt)
- Oberst Gustav von Rex: 12. September 1894 bis 14. Juni 1898
- Oberst Heinrich von Gablenz: 15. Juni 1898 bis 17. August 1901
- Oberst Paul Schuler von Senden: 18. August 1901 bis 14. September 1905
- Oberst Seth Max von Mühlenfels: 15. September 1905 bis 17. Februar 1908
- Oberst Ernest von Ruville: 18. Februar 1908 bis 21. März 1910
- Oberst Nikolaus von Below: 22. März 1910 bis 21. März 1913
- Oberst Walther von Berg: 22. März 1913 bis 19. November 1914
- Oberstleutnant/Oberst Fritz von Selle: 23. November 1914 bis 3. Juli 1918
- Oberstleutnant Curt von Wangenheim: 4. Juli bis 16. Dezember 1918

## Bekannte Personen (Auswahl)
- Bernhard III.: Regimentschef
- Georg Hirth: während des Deutsch-Französischen Krieges
- Karl Arthur Hartung: 1881 als Einjährig-Freiwilliger
- Hermann Quarck: 1896/97 als Einjährig-Freiwilliger
- Franz Neelmeyer: als Einjährig-Freiwilliger
- Oberstabsarzt Paul Brecht: Regimentsarzt
- Gotthard Heinrici: trat am 8. März 1905 als Fahnenjunker in die Armee und in das Regiment ein; erneut Anfang 1919 im Regiment
- Hauptmann/Major Helmuth Bohm: 1911 Kompaniechef, 1914 Bataillonskommandeur
- Vizefeldwebel d. R. Hermann Adler: mit Beginn des Ersten Weltkriegs
- Peter Vogt

## Nachwirkung
Als sichtbares Zeichen der Erinnerungskultur an die Geschichte des Regiments und an die gefallenen Regimentsangehörigen sind einige Denkmale bekannt. Ab 1874 war in Gotha ein von Ludwig Bohnstedt entworfenes Landes-Kriegerdenkmal für die Gefallenen des Deutsch-Französischen Kriegs 1870/71 aufgestellt, welches zugleich auf Regimentsdenkmal war. 1927 wurde in Gotha ein Gefallenen-Denkmal für das Regiment eingerichtet, welches 1946 aber abgebrochen wurde. Das Denkmal des 6. Thüringischen Infanterie-Regiments Nr. 95 bei Wörth im Elsass und das Denkmal auf der Veste Coburg sind bis in das 21. Jahrhundert als Andenken für die gefallenen Regimentsangehörigen sichtbar.

Denkmale
Gefallenen-Denkmal für das Regiment in Gotha
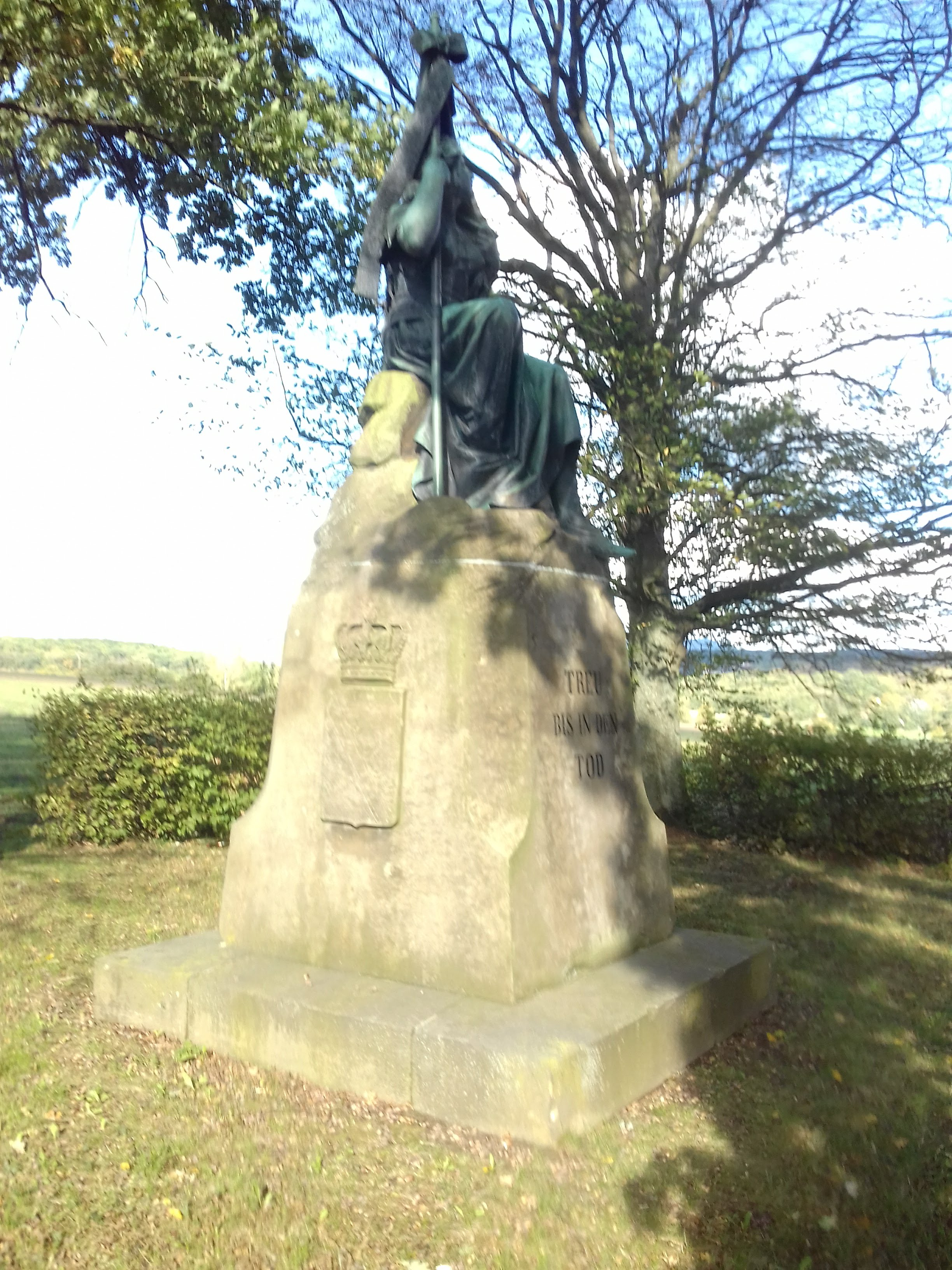
Denkmal im Elsass
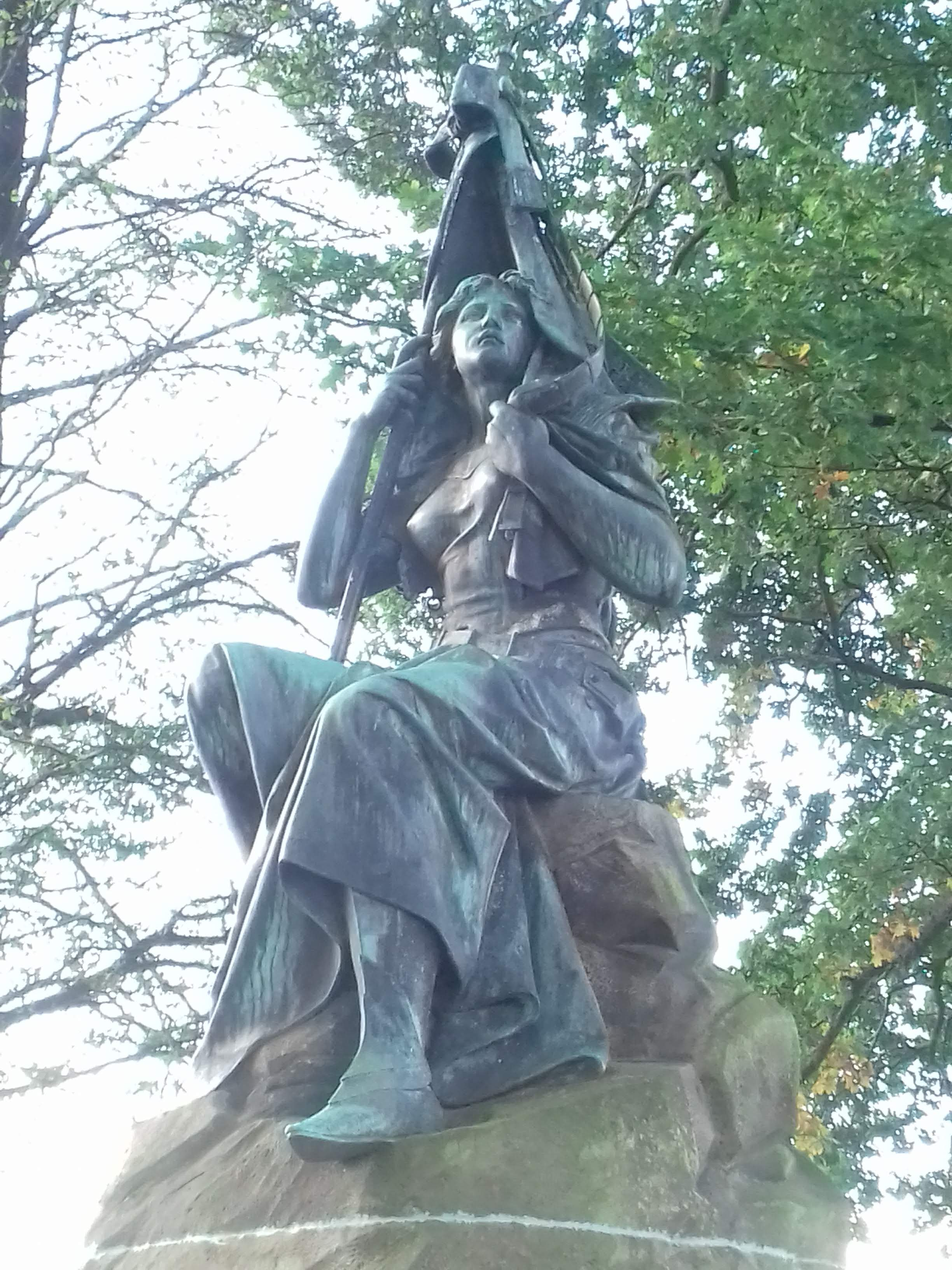
Denkmalbronze
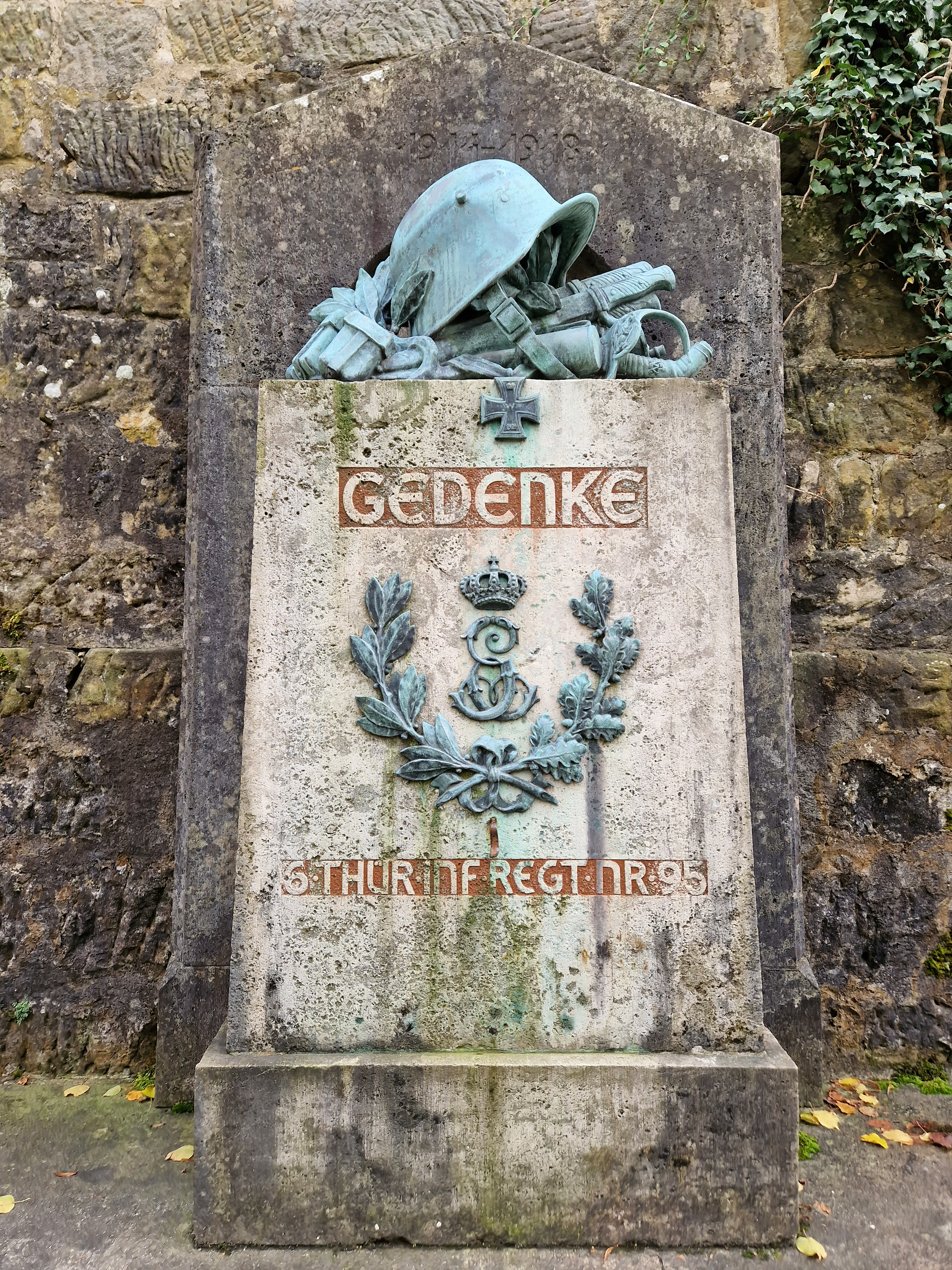
Denkmal an der Veste Coburg

Die sogenannte „95er-Kaserne“ in Coburg ist bis in das 21. Jahrhundert erhalten geblieben.